# Jhon Jairo Quiñones
John Jairo Quiñones Angulo (Cali, Colombia; 11 de marzo de 1978) es un exfutbolista colombiano. Jugaba como delantero.

## Clubes
| Club                | País       | Año         |
| ------------------- | ---------- | ----------- |
| Real Cartagena      | Colombia   | 2000 - 2002 |
| Municipal Liberia   | Costa Rica | 2003 - 2004 |
| América de Cali     | Colombia   | 2005        |
| Cartaginés          | Costa Rica | 2007 - 2008 |
| San Ramón           | Costa Rica | 2008 - 2010 |
| San Carlos          | Costa Rica | 2010 - 2011 |
| Orión               | Costa Rica | 2011 - 2012 |
| Municipal Turrialba | Costa Rica | 2012 - 2013 |
| Puntarenas          | Costa Rica | 2013        |